# Stepan Horeny
Stepan Artemowycz Horeny (Horiany), Stiepan Artiomowicz Gorianoj (ukr. Степан Артемович Горений (Горяний), ros. Степан Артёмович Горяной, ur. 1900 w Mikołajowie, zm. 25 października 1937) – polityk Ukraińskiej SRR.

## Życiorys
Od 1919 należał do RKP(b), w 1936 był I sekretarzem jampolskiego rejonowego komitetu KP(b)U, a od 3 czerwca do 30 sierpnia 1937 zastępcą członka KC KP(b)U. W 1937 był przewodniczącym Komitetu Wykonawczego Winnickiej Rady Obwodowej, potem do września 1937 I sekretarzem Komitetu Okręgowego KP(b)U w Mohylowie Podolskim, a od 30 sierpnia do 29 września 1937 członkiem KC KP(b)U. 1 sierpnia 1936 został odznaczony Orderem Czerwonego Sztandaru Pracy. 26 września 1937 został aresztowany i następnie rozstrzelany podczas wielkiego terroru.